# 2008 en Roumanie
Cet article présente les faits marquants de l'année 2008 en Roumanie.

## Évènements
- Lundi 4 février : le président français Nicolas Sarkozy arrive en visite officielle.

- Lundi 24 mars : sept à dix mille employés sur quatorze mille de Dacia, la filiale de Renault qui construit la Logan, entament une grève dure illimitée pour obtenir une augmentation de salaire de 64 %, sur le site de Pitești à une centaine de kilomètres de Bucarest. La direction propose une augmentation de 19 %, soulignant que les bénéfices dégagés depuis deux ans (300 millions d'euros) ne compensent pas encore les pertes du passé. En 2007, l'usine a produit 230 000 véhicules dont la moitié est partie à l'exportation.

- Mardi 1er avril au 4 avril : sommet de l'OTAN.

- 11 avril : fin de la grève des salariés roumains de Dacia, constructeur de la célèbre Logan et filiale du groupe Renault. Après près de trois semaines d'un rude conflit à l'usine de Pitești, ils obtiennent une hausse de salaire de 28 % en deux tranches et une prime annuelle d'un montant minimum de 243 €, alors qu'ils réclamaient une majoration de 50 %, soit désormais un salaire moyen de 354 € contre 2 186 € pour son homologue en France. Le plan de production de 320 000 Logans pour 2008 devrait être tenu.

- Lundi 14 avril : après la grève des ouvriers du groupe Dacia-Renault, les quatorze mille ouvriers de l'aciérie de Galați appartenant au groupe ArcelorMittal se mettent en grève pour réclamer une augmentation de leur salaire moyen mensuel net qui est de 750 lei (210 euros). Ils réclament un doublement du salaire alors que la direction propose 12 %.

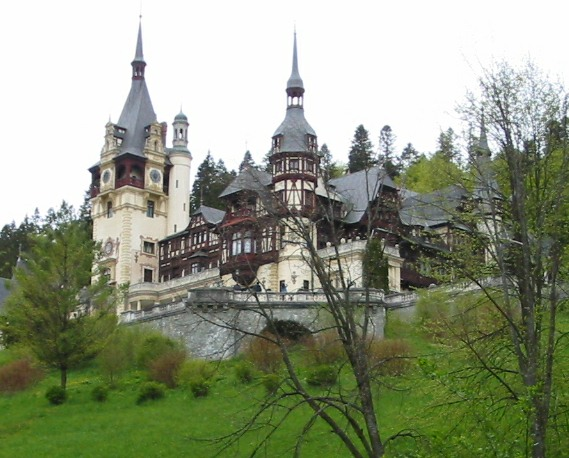
Château de Peleş

- Lundi 21 avril : le groupe français Lactalis, no 2 mondial du secteur laitier et no 1 européen du fromage, annonce l'acquisition de la société LaDorna (CA 38 millions €) pour environ 40 millions €.

- Lundi 5 mai : les ouvriers de deux fournisseurs locaux de l'Usine Dacia de Pitești se mettent en grève.

- Jeudi 5 juin 2008 :
  - Soixante ans après qu'il a été contraint à l'abdication et à l'exil par les communistes, l'ex-roi Michel de Roumanie fait son « retour définitif » et s'installe au château de Peleș à Sinaia au nord-est de Bucarest. Il considère son retour comme une « réparation historique et identitaire ».
  - Dacia annonce avoir rattrapé les volumes de production perdus et pense produire 300 000 Logan en 2008 contre 223 000 en 2007 sur un total mondial de 700 000. En 2009, la capacité annelle de l'usine de Pitești doit être portée à 400 000. L'objectif de production de la Sandero est de 120 000 véhicules annuel.

- Lundi 9 juin 2008 : deux anciens ministres de l'Agriculture sont déférés en justice pour trafic d'influence dans une affaire de pots-de-vin remontant à septembre 2007.

- Jeudi 26 juin 2008 : le pays devrait accueillir à Oradea dans le nord-ouest du pays un centre d'excellence pour le renseignement de l'OTAN.

- Dimanche 30 novembre 2008 : élections législatives. Quelque 18 millions d'électeurs sont attendus aux urnes pour un duel serré entre la gauche social-démocrate (PSD) et la droite démocrate-libérale (PDL). Avec 39,26 %, c'est le plus faible taux de participation depuis la chute de la dictature communiste.

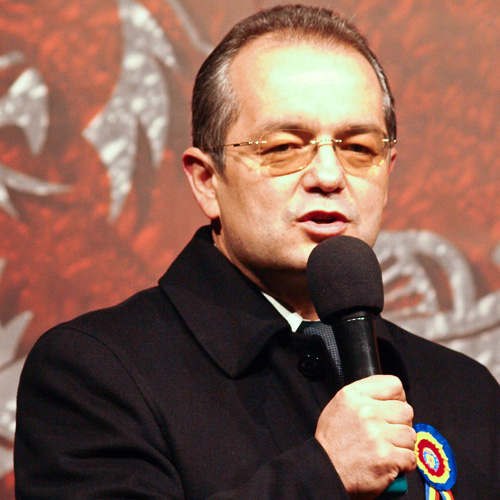
Premier ministre Emil Boc(décembre 2008)

- Lundi 15 décembre 2008 : le chef de l'État Traian Băsescu charge le président du Parti démocrate-libéral (PDL, opposition) Emil Boc de former le gouvernement à la suite du retrait surprise de Theodor Stolojan.

- Lundi 22 décembre 2008 : le Parlement vote la confiance à une large majorité au nouveau gouvernement de coalition du premier ministre Emil Boc, constitué à parts égales entre le parti démocrate-libéral (PDL) et le parti social-démocrate (PSD).